# Juda Lion Palache

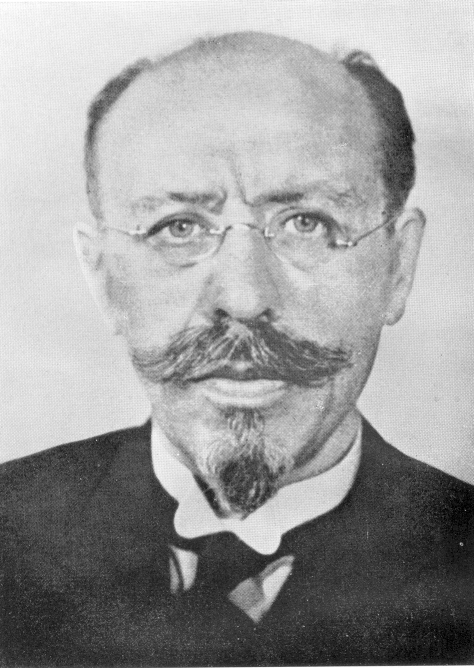
Juda Lion Palache

Juda Lion Palache (Amsterdam, 26 oktober 1886 – Auschwitz, 18 oktober 1944) was een Nederlands hoogleraar en een leider van de Portugees-Israëlietische gemeente in Amsterdam. Hij was de eerste Joodse UvA-hoogleraar op het terrein van de Joodse studies.

## Levensloop
Palache, die een nazaat was van Samuel Pallache, studeerde Semitische talen aan de Universiteit van Leiden onder Christiaan Snouck Hurgronje. Hij was werkzaam als leraar Hebreeuws en klassieke talen. In 1924 werd Palache aangesteld als hoogleraar Semitische talen aan de Universiteit van Amsterdam. Op last van de Duitse bezetter werd hij ontslagen uit die functie en hij werd in 1941 lid van de Joodse Raad voor Amsterdam. In 1944 werd Palache met zijn gezin gedeporteerd naar Theresienstadt en later dat jaar werden zij in Auschwitz om het leven gebracht.

## Werk en eerbetoon
Zijn Inleiding in de Talmoed uit 1922 geldt als een standaardwerk en kreeg vele herdrukken.
In 1971 werd aan de Universiteit van Amsterdam het 'Juda Palache Instituut' naar hem vernoemd en tussen 2003 en 2008 werd de 'Leeser Rosenthal/ Juda Palache-lezing' gehouden, vernoemd naar de naamgever van de Bibliotheca Rosenthaliana Leeser Rosenthal (1794-1868) en Palache. Op 7 december 2022 werd Palache met een symposium herdacht in de Portugees-Israëlietische Synagoge van Amsterdam met een symposium ter gelegenheid van het leggen van acht stolpersteine voor Palache, zijn vrouw en verdere familieleden en voor de verwante familie Acatan.